# Raffaello Fornaciari
Raffaello Fornaciari (* 24. Februar 1837 in Lucca; † 11. November 1917 in Florenz) war ein italienischer Romanist und Italianist.

## Leben und Werk
Raffaello Fornaciari war der Sohn des Juristen und Autors Luigi Fornaciari (1798–1858). Er studierte von 1854 bis 1859 an der Universität Pisa und an der Scuola Normale Superiore di Pisa, wo er Giosuè Carducci und Giuseppe Chiarini zu Mitschülern hatte. Von 1860 bis 1869 war er Gymnasiallehrer für Latein und Griechisch in Pistoia. Von 1869 bis 1873 unterrichtete er Italienisch in Lucca, von 1873 bis 1893 an verschiedenen Lehranstalten in Florenz. Von 1893 bis 1914 war er Mitarbeiter des Vocabolario degli Accademici della Crusca (5. Auflage in 11 Bänden A-O, Florenz 1863–1923).
Fornaciari war ab 1881 Mitglied der Accademia della Crusca.

## Werke (Auswahl)
- (Übersetzer) Heinrich Wilhelm Stoll, Manuale della religione e mitologia dei greci e dei romani, Florenz 1866, 3. Auflage 1883, Mailand 1990
- (Hrsg.) Luigi Fornaciari, Esempi di bello scrivere, 2 Bde., Mailand 1867
- Grammatica storica della lingua italiana estratta e compendiata dalla Grammatica romana di F. Diez. Parte prima, Turin 1872
- Disegno storico della letteratura italiana dalle origini fino a' nostri tempi, Florenz 1874, 8. Auflage 1921
- Grammatica italiana dell'uso moderno, Florenz 1879, 7. Auflage 1923;  Grammatica della Lingua italiana, 8. Auflage, Florenz 1933
- Sintassi italiana dell’uso moderno, Florenz 1881, 1919; Florenz 1974 (mit Einführung durch Giovanni Nencioni)
- Studi su Dante, Mailand 1883, Florenz 1900
- La letteratura italiana nei primi quattro secoli (XIII-XVI). Quadro storico, Florenz 1885
- (Hrsg.) Novelle scelte di Giovanni Boccaccio on commenti filologici e rettorici ad uso delle scuole e degli studiosi della lingua, Florenz 1888; zuletzt hrsg. von Cesare Segre, 1957
- (Hrsg.) La Divina Commedia  di Dante Alighieri. Edizione minuscola ad uso delle letture pubbliche e delle scuole, Mailand 1904